# Rarís
Rarís (llamada oficialmente San Miguel de Rarís) es una parroquia y una aldea española del municipio de Teo, en la provincia de La Coruña, Galicia.

## Entidades de población
Entidades de población que forman parte de la parroquia:
- Bouñou
- Casal de Reis (O Casal de Reis)
- Florida (A Florida)
- Fornelos
- O Pazo
- Rarís
- Rialdomato (Rial do Mato)
- Sestelo
- Vilela
- Vuela

## Despoblado
- Casal de Buela

## Demografía

### Parroquia
| Gráfica de evolución demográfica de Rarís (parroquia) entre 2000 y 2019 |
|                                                                         |
| Datos según el nomenclátor publicado por el INE.                        |

### Aldea
| Gráfica de evolución demográfica de Rarís (aldea) entre 2000 y 2019 |
|                                                                     |
| Datos según el nomenclátor publicado por el INE.                    |